# Stickin' Around
Stickin Around(Grafitos en Hispanoamérica, y Garabatos en España) es un dibujo animado producido por Nelvana en 1996. En Latinoamérica, fue exhibido por Nickelodeon entre 1998 y 2000, y en el OnceTV de México de 2004 a 2006 y en su canal Once Niños posteriormente, después no volvió a emitirse en Latinoamérica. En España, se transmitió en Canal+, TVE y en Toon Disney.
Tiene como protagonistas a una niña de 9 años llamada Stacy y un chico de igual edad llamado Bradley, perfectamente normales. Estos dos pasan la vida imaginando cómo sería el futuro o cambiando su visión del mundo para hacer las cosas más divertidas. Pero solo en su imaginación.
Tener una gama de amigos que incluye el eneldo, un niño que no puede dejar de hablar muy alto, Polly, una chica con mucha cultura, Melody, parapléjico amable, Sr. Doddler (o el señor D), Stella, la madre de Stacy, Stanley, el padre (un pequeño inventor amalucado), Sr. Lederhosen, profesor de gimnasia de los dos, Miss Mobley, profesora, Mr. Coffin, el director de la escuela, Sra. Salazar, una vecina española y los otros dos que pasan la vida , que se estrenó en el Bradley, siendo Lance y Russell (Russel es un niño muy mal olor).